# Polypedates colletti
Polypedates colletti és una espècie d'amfibi que viu a Indonèsia, Malàisia, Tailàndia i, possiblement també, a Brunei.
Està amenaçada d'extinció per la pèrdua del seu hàbitat natural.